# DeAnna Price
DeAnna Marie Price (Saint Charles, 8 giugno 1993) è una martellista statunitense, vincitrice della medaglia d'oro ai Mondiali di Doha 2019.

## Palmarès
| Anno | Manifestazione      | Sede           | Evento              | Risultato | Prestazione | Note                  |
| ---- | ------------------- | -------------- | ------------------- | --------- | ----------- | --------------------- |
| 2012 | Mondiali U20        | Barcellona     | Lancio del martello | 18ª (q)   | 57,82 m     |                       |
| 2015 | Giochi panamericani | Toronto        | Lancio del martello | 4ª        | 68,84 m     |                       |
| 2015 | Campionati NACAC    | San José       | Lancio del martello | Argento   | 71,27 m     |                       |
| 2015 | Mondiali            | Pechino        | Lancio del martello | 18ª (q)   | 68,69 m     |                       |
| 2016 | Giochi olimpici     | Rio de Janeiro | Lancio del martello | 8ª        | 70,95 m     |                       |
| 2017 | Mondiali            | Londra         | Lancio del martello | 9ª        | 70,04 m     |                       |
| 2018 | Campionati NACAC    | Toronto        | Lancio del martello | Oro       | 74,60 m     | Record dei campionati |
| 2019 | Mondiali            | Doha           | Lancio del martello | Oro       | 77,54 m     |                       |
| 2021 | Giochi olimpici     | Tokyo          | Lancio del martello | 8ª        | 73,09 m     |                       |
| 2023 | Mondiali            | Budapest       | Lancio del martello | Bronzo    | 75,41 m     |                       |
| 2023 | Giochi panamericani | Santiago       | Lancio del martello | Oro       | 72,34 m     |                       |
| 2024 | Giochi olimpici     | Parigi         | Lancio del martello | 11ª       | 71,00 m     |                       |